# Hashire, Zetsubo ni Oitsuka Renai Haya-sa de
Hashire, Zetsubo ni Oitsuka Renai Haya-sa de, noto anche col titolo inglese Tokyo Sunrise, è un film del 2015 diretto da Ryūtarō Nakagawa.

## Trama
Ren ha difficoltà ad accettare la morte del suo migliore amico Kaoru. Dopo aver trovato un dipinto di una ragazza che Kaoru ha lasciato, il ragazzo si mette in viaggio per trovarla.